# Вегревіль (Альберта)
Вегревіль (Ве́ґревіль; англ. Vegreville) — місто (14,08 км²) в центральній частині провінції Альберта в Канаді за 130 км на схід від Едмонтона, відоме своїм монументом — Вегревільська писанка.
Статус міста Ве́гревіль отримав у 1906 році, і в цьому році також було засновано оглядач Vegreville Observer, щотижневу газету для регіону.
Величезний відсоток населення Вегревіля має українську спадщину, і Вегревільська писанка є другою за величиною в світі.

## Географія
На території міста протікає річка Вермілон. Через місто проходить Канадська національна залізниця. Поряд з містом розташоване швидкісне шосе Alberta Highway 16. За містом розташований аеропорт.

### Клімат
Місто знаходиться в зоні, котра характеризується вологим континентальним кліматом з теплим літом. Найтепліший місяць — липень із середньою температурою 16.2 °C (61.2 °F). Найхолодніший місяць — січень, із середньою температурою -13.1 °С (8.4 °F).
| Клімат Вегревіля        | Клімат Вегревіля | Клімат Вегревіля | Клімат Вегревіля | Клімат Вегревіля | Клімат Вегревіля | Клімат Вегревіля | Клімат Вегревіля | Клімат Вегревіля | Клімат Вегревіля | Клімат Вегревіля | Клімат Вегревіля | Клімат Вегревіля | Клімат Вегревіля |
| Показник                | Січ.             | Лют.             | Бер.             | Квіт.            | Трав.            | Черв.            | Лип.             | Серп.            | Вер.             | Жовт.            | Лист.            | Груд.            | Рік              |
| Абсолютний максимум, °C | 11               | 14,5             | 17,8             | 31,1             | 32,5             | 35,6             | 35,6             | 35               | 35               | 28,5             | 18,5             | 11,1             | 35,6             |
| Середній максимум, °C   | −7,5             | −6,3             | 1,2              | 11,1             | 18               | 21,4             | 22,9             | 22,9             | 17               | 10,1             | −1,8             | −7,3             | 8,5              |
| Середня температура, °C | −13,1            | −12              | −4,2             | 4,5              | 10,7             | 14,5             | 16,2             | 15,5             | 10,1             | 3,6              | −6,7             | −12,8            | 2,2              |
| Середній мінімум, °C    | −18,6            | −17,6            | −9,5             | −2,1             | 3,5              | 7,6              | 9,5              | 8,1              | 3,2              | −3               | −11,6            | −18,3            | −4,1             |
| Абсолютний мінімум, °C  | −50,6            | −51,2            | −42,8            | −33,3            | −11,1            | −5,6             | −0,6             | −4               | −10,6            | −25              | −37              | −48,9            | −51,2            |
| Норма опадів, мм        | 15.5             | 11.2             | 14               | 24.1             | 42.3             | 72.4             | 86.2             | 54.2             | 39.3             | 18.1             | 13.6             | 14.8             | 405.5            |
| Днів з опадами          | 8,3              | 6,5              | 5,9              | 7,2              | 10,1             | 14               | 14,3             | 12,3             | 11,6             | 6,5              | 6,8              | 7,2              | 110,8            |
| Днів з дощем            | 0,6              | 0,1              | 1                | 5,7              | 10               | 14,4             | 14,5             | 11,6             | 11,4             | 5,4              | 1,2              | 0,3              | 76,2             |
| Днів зі снігом          | 7,8              | 6,3              | 4,9              | 2,3              | 0,3              | 0                | 0                | 0                | 0,2              | 1,9              | 5,8              | 7                | 36,5             |
| ----------------------- | ---------------- | ---------------- | ---------------- | ---------------- | ---------------- | ---------------- | ---------------- | ---------------- | ---------------- | ---------------- | ---------------- | ---------------- | ---------------- |
| Джерело: Weatherbase    |                  |                  |                  |                  |                  |                  |                  |                  |                  |                  |                  |                  |                  |

## Історичні факти
Ве́гревіль названий на честь отця Валентина Веґревіля, місіонера Римо-католицької церкви в Західній Канаді. Ім'я Vegreville було обрано його засновниками, Джозефом Бенуа Тетро та Джозефом Пуліном. Першими поселенцями району були франко-канадські сім'ї, які колись проживали в Канзасі і прибули у квітні 1894 року. Невдовзі до них приєдналися англійці зі США та Східної Канади, а потім велика хвиля еміграції зі Східної та Центральної Європи та з Британських островів.

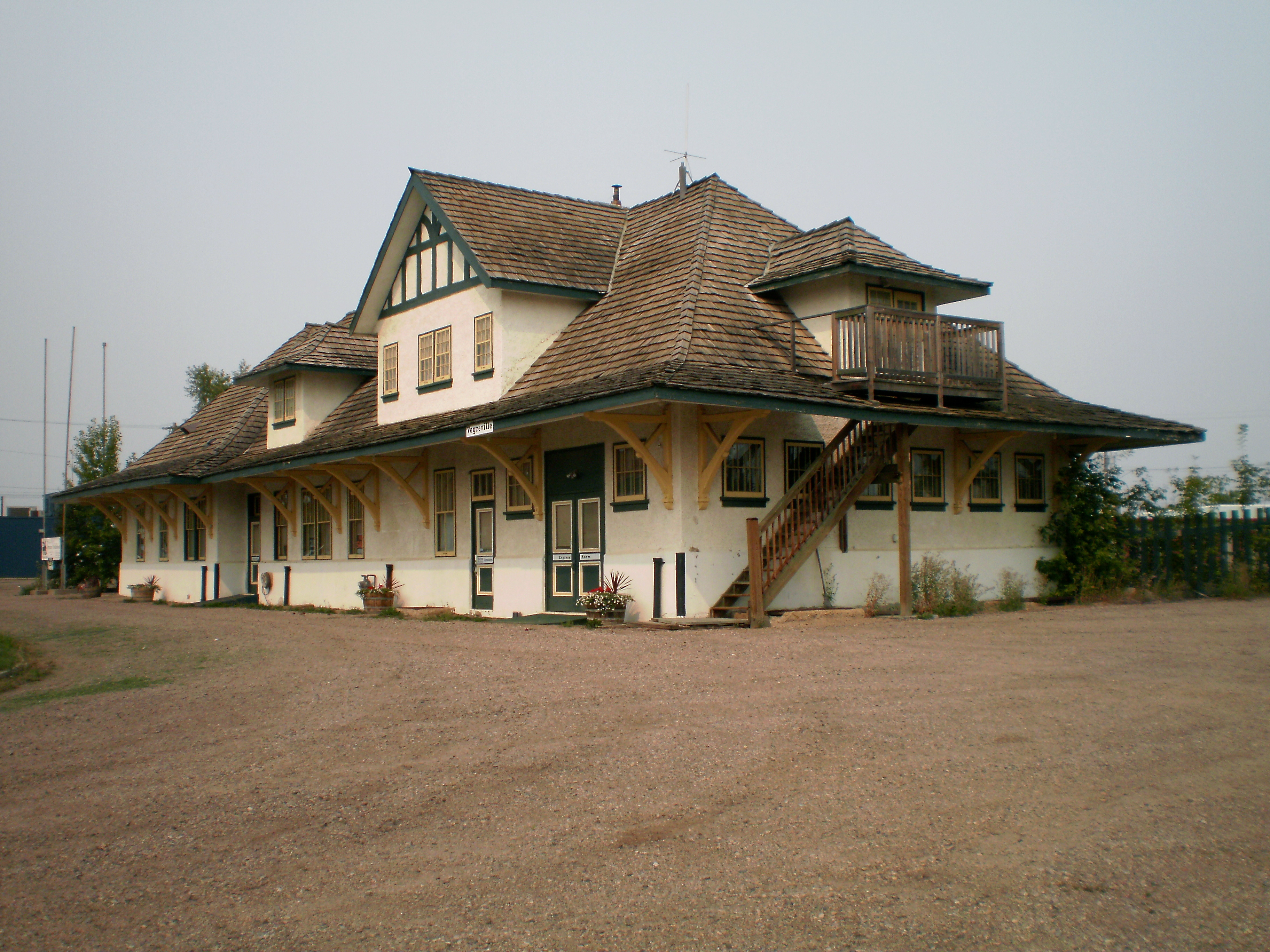
Залізнична станція

До грудня 1895 року Вегревіль уже мав власне поштове відділення. До 1905 року Канадська Північна залізниця пройшла за 7 км на північний схід від поселення, тому було вирішено перемістити будівлі міста ближче до залізничної лінії. Наявність залізниці прискорило заселення міста. Наприкінці 1920-х років був період високих цін на зерно та високий урожай сільськогосподарських культур в Альберті. Унаслідок чого сільськогосподарське населення навколо Вегревіля процвітало, а також, відповідно, зростало.
Канадська Північна залізниця в 1930 році вирішила побудувати нову станцію у Вегревілі. Це була двоповерхова дерев'яна каркасна конструкція, розмір 107"х37", з оштукатуреними зовнішніми стінами. Будівлю було розділено на чотири окремі функціональні зони на першому поверсі (зал очікування, квитковий та експрес-офіс, експрес-зал і два туалети). Другий поверх було відведено під житлові приміщення для керівника станції та його родини. Склади та котельня зайняли підвал. Сама кімната очікування була поділена на відсіки, одна служила як кімната для дівчат, а інша як кімната для куріння.
Історичне значення станції полягає в його обслуговуванні всього Вегревільського району з 1930 по 1975 рік. Таким чином, це був головний центр для експорту сільськогосподарської продукції та імпорту готової продукції. Він також надавав послуги пасажирам, які подорожували на схід або захід, і містив районний телеграфний офіс.
Залізнична станція у Вегревілі служила спільноті як станція до 1975 року. У 1975 році вона була продана місту й використовувалась для інших цілей. Нині в приміщені станції розмістився ресторан, який надає місця для проведення засідань за запитом.

## Населення
Згідно із переписом населення Канади за 2016 рік, проведеному Статистичним управлінням Канади, місто налічує 5708 мешканців (2016) (405,4/км²).
| Рідна мова - Англійська: 4 435 - Українська: 305 - Філіппінська: 95 - Німецька: 70 - Французька: 55 - Корейська: 55 - Інша: 365. | Віковий розподіл - 0 до 19: 26.3 % - 20 до 64: 50.3 % - 65+: 23.3 % |

## Економіка
Основною економічною базою міста є сільське господарство.

## Інфраструктура
Місто розділене навпіл залізничною лінією, Вегревільським підрозділом Канадської національної залізниці, що з'єднує Вегревіль з Едмонтоном на заході і Ллойдмінстером на сході.

## Культура
У Вегревілі знаходиться друга за величиною у світі писанка — довжина 8 м, ширина — 5 м (Найбільший музей в формі писанки знаходиться в Коломиї, Івано-Франківська обл.) Велика частина населення Вегревіля (до 40 %) — україноканадці. Щорічний фестиваль «Писанка» проходить у перші вихідні липня, заснований у 1973 році.
Фестиваль представляє:
- елементи культурного різноманіття (танцювальні гурти, інструментальні гурти, вокалісти)
- відтворення побуту першої хвилі імміграції до Канади, демонстрація ткацтва та ковальства піонерів поселення
- Українська музика
- Забава (вечірній танець) з музикою «Коломийка»
- демонстрація народної творчості з інструкцією по створенню Писанки
- ярмарок

Культурна асоціація Вегревіля організовує фестиваль за допомоги багатьох волонтерів громади. Нинішні цілі громади щодо Фестивалю:
1. Сприяти взаєморозумінню між усіма людьми та збагачувати канадську мозаїку за допомогою пропаганди мистецтва та культури українського народу, людей інших національних, расових або етнічних видів та людей інших культур, які оселилися в Канаді.
2. Сприяти і дозволити собі можливості для культурних та громадських заходів.
3. Заохочувати, розвивати та стверджувати важливість культури серед людей.
4. Щоб збагатити культуру різних народів в Альберті.
5. Сприяти розумінню серед людей різноманітних культур, національності, расового або етнічного походження в Альберті.
6. Забезпечити місце зустрічі для розгляду та обговорення питань, що впливають на культурні інтереси громади.

Фестиваль організував безліч різних видів виступів, зокрема ансамбль українського танцю «Черемош», Український чоловічий хор Едмонтону та Кубасонікс, україно-канадський спід-фолк гурт із Сент-Джонс, провінція Ньюфаундленд.

## Відпочинок та оздоровлення

##### Відпочинок та дозвілля
Вегревіль пропонує безліч можливостей для відпочинку та дозвілля:

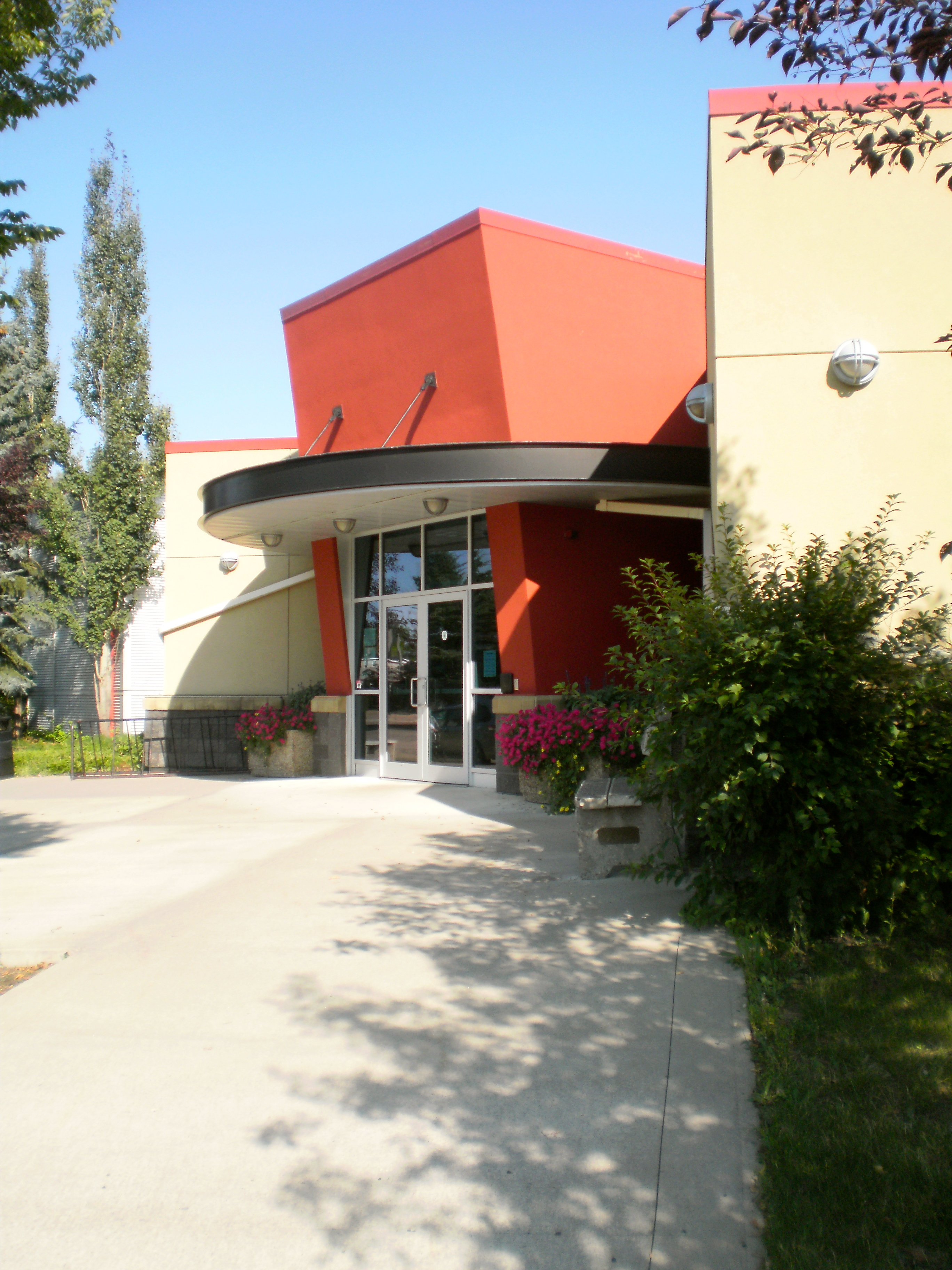
Бібліотека Вегревіля

- аквапарк та фітнес-центр (басейн, гідромасажна ванна і сауна, ванна кімната, кардіо-зал і тенісний корт)
- хокейна арена
- Multiplex (Керлінговий зал)
- Соціальний центр (зал і кухня)
- Бібліотека Вегревіля (бібліотека, конференц-зали, тренажерний зал)
- Регіональний музей Вегревіля
- D.O.L.A. — зона вигулу собак

##### Лікувальні заклади
Також на території міста знаходиться кілька лікувальних закладів:
- лікарня святого Йосипа
- Vegreville Community Health Centre — громадський центр здоров'я
- Assured Income for the Severely Handicapped (AISH) — догляд за важкохворими
- Alberta Brain Injury Network — підтримка людей з особливими потребами
- Мережа первинної медичної допомоги Kalyna Country

## Цікаві місця

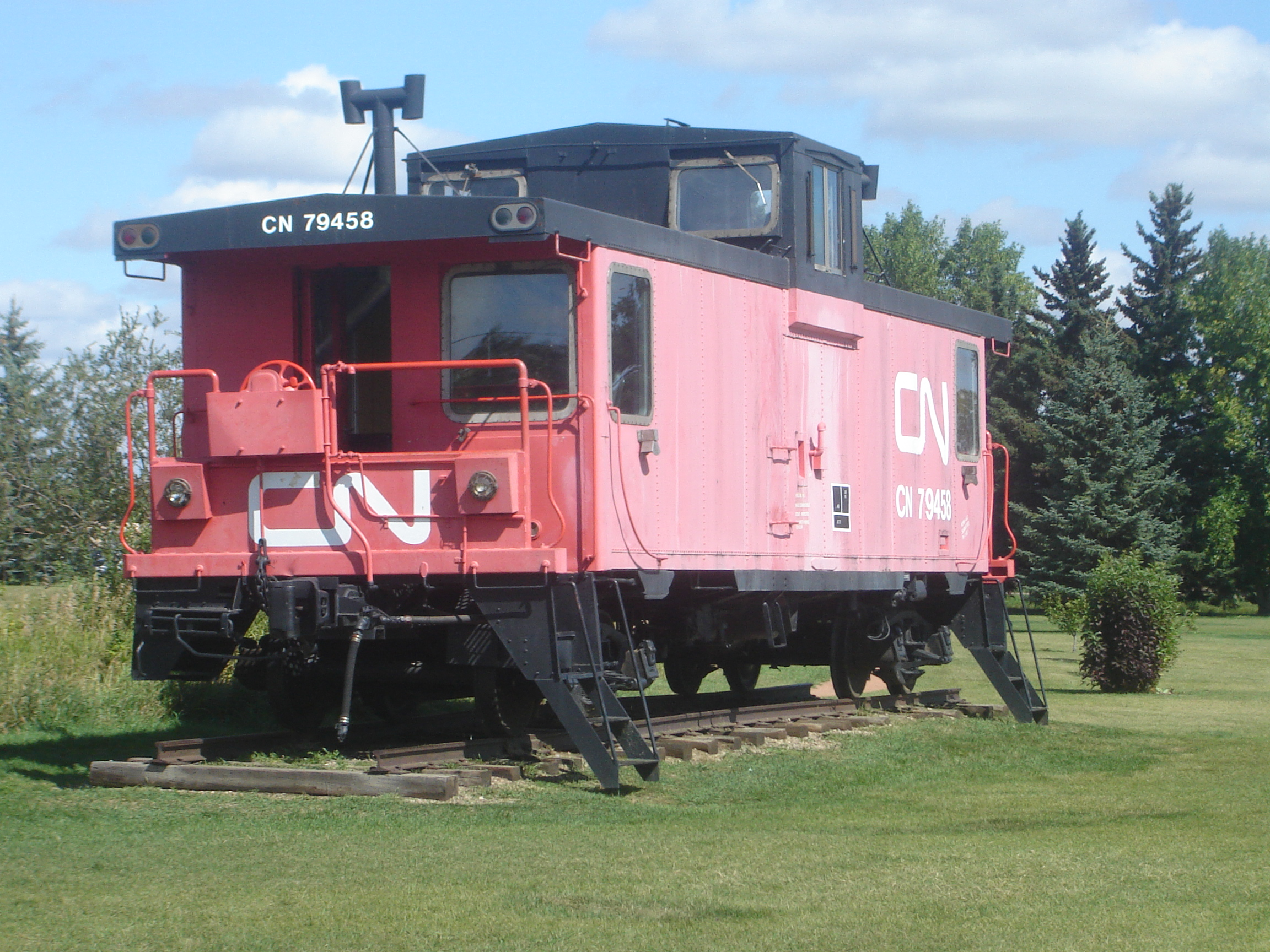
Кабоуз — службовий вагон у Elks Kinsmen Park

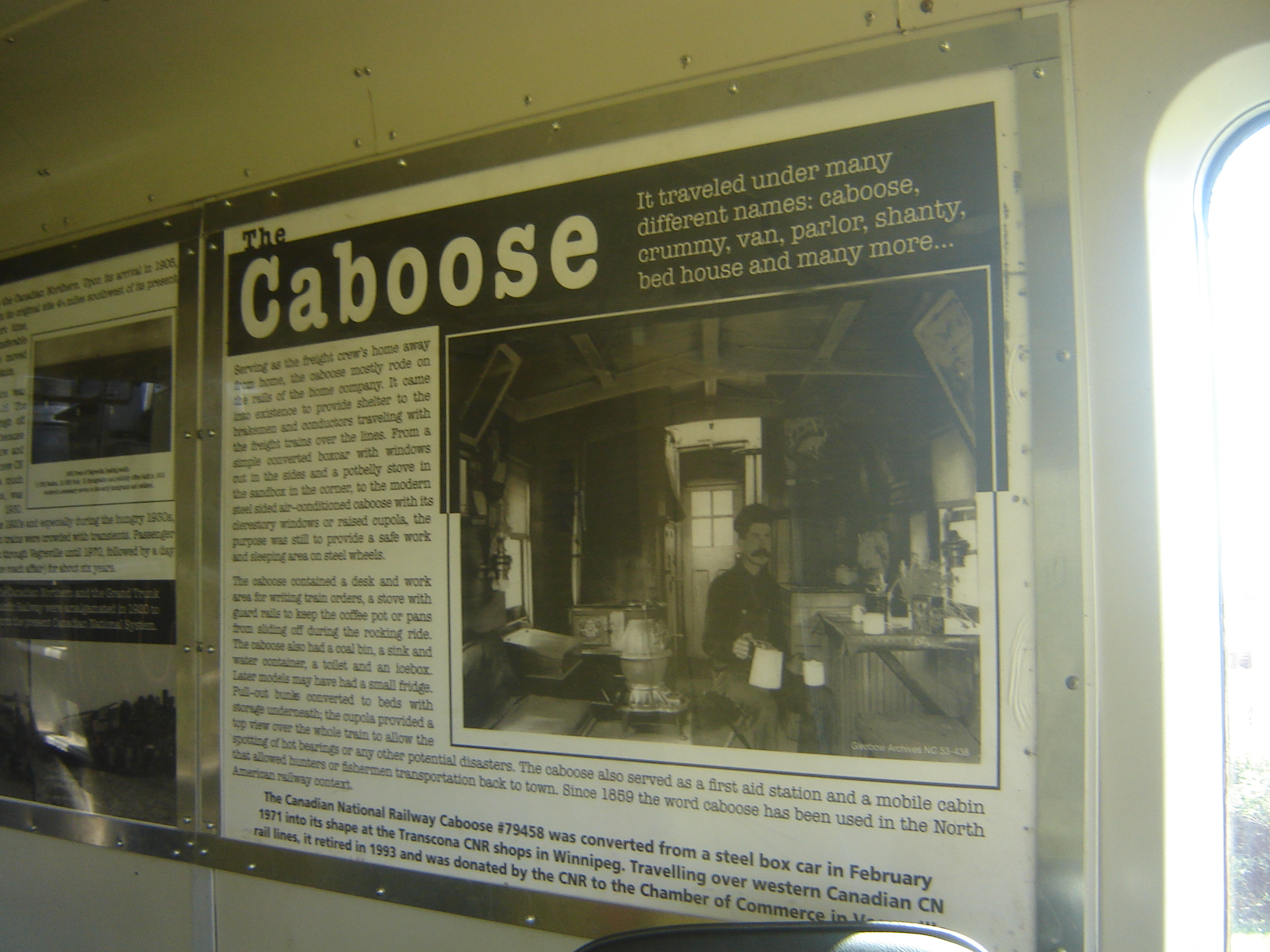
Кабоуз — з середини у Elks Kinsmen Park

### Історичний центр міста
Архітектурний центр Вегревіля — один з найкращих у провінції. Зовнішній вигляд вуличних пейзажів включає в себе будівлі, ліхтарі в старому стилі, яскраві банери та історичні тротуарні металеві плитки, починаючи з 1905 року.

### Регіональний музей Вегревіля
У музеї, розташованому на території всесвітньо відомої науково-дослідної станції солонцевих ґрунтів сільського господарства Канади (1956—1995), висвітлюються історії місцевої громади; хронологія того, як унікальна соціальна структура регіону, включаючи її чотири найбільші групи перших поселенців — англійська, французька, німецька та українська — сприяли гармонії суспільного життя з 1890-х років.
Експозиція музею містить:
- Місцева історія з 1890-х років
- Експонати сільськогосподарської техніки
- Міська та сільська школи
- Румунський та український текстиль
- Місцеві лікарня та школа медсестер
- Зал слави спортивної команди «Вегревіль»
- Rt. Hon. Donald F. Mazankowski, P.C. Колекція: 25 років відмінної державної служби колишнього віце-прем'єр-міністра Канади
- Книги місцевої історії у вільному продажу

Розташування: 1 км на схід від Вегревіля на Hwy 16, 14413 Hwy 16A. Відкритий у будь-яку пору року.

### Богородиця на шосе 16А

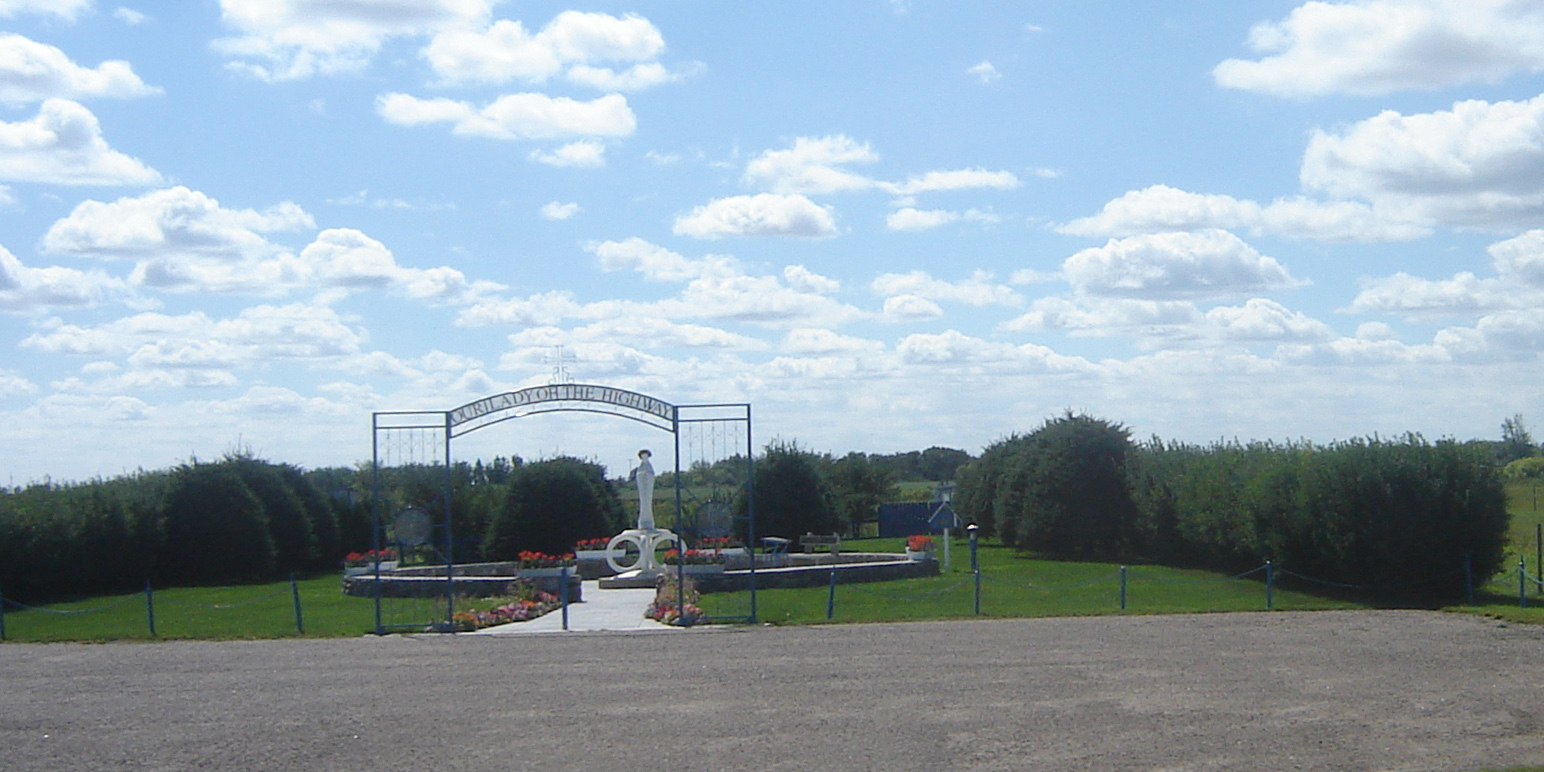
Богородиця на шосе 16А

Пам'ятник, розташований на схід від міста на Шосе 16А, його висота становить 7 футів і він був викарбуваний в Італії з карарського мармуру (італійський білий мармур). Він був зведений на кошти та з допомогою Вегревільського осередку Лицарів Колумба. Він є унікальним та єдиним у своєму роді у всій Канаді.

### Парки в місті

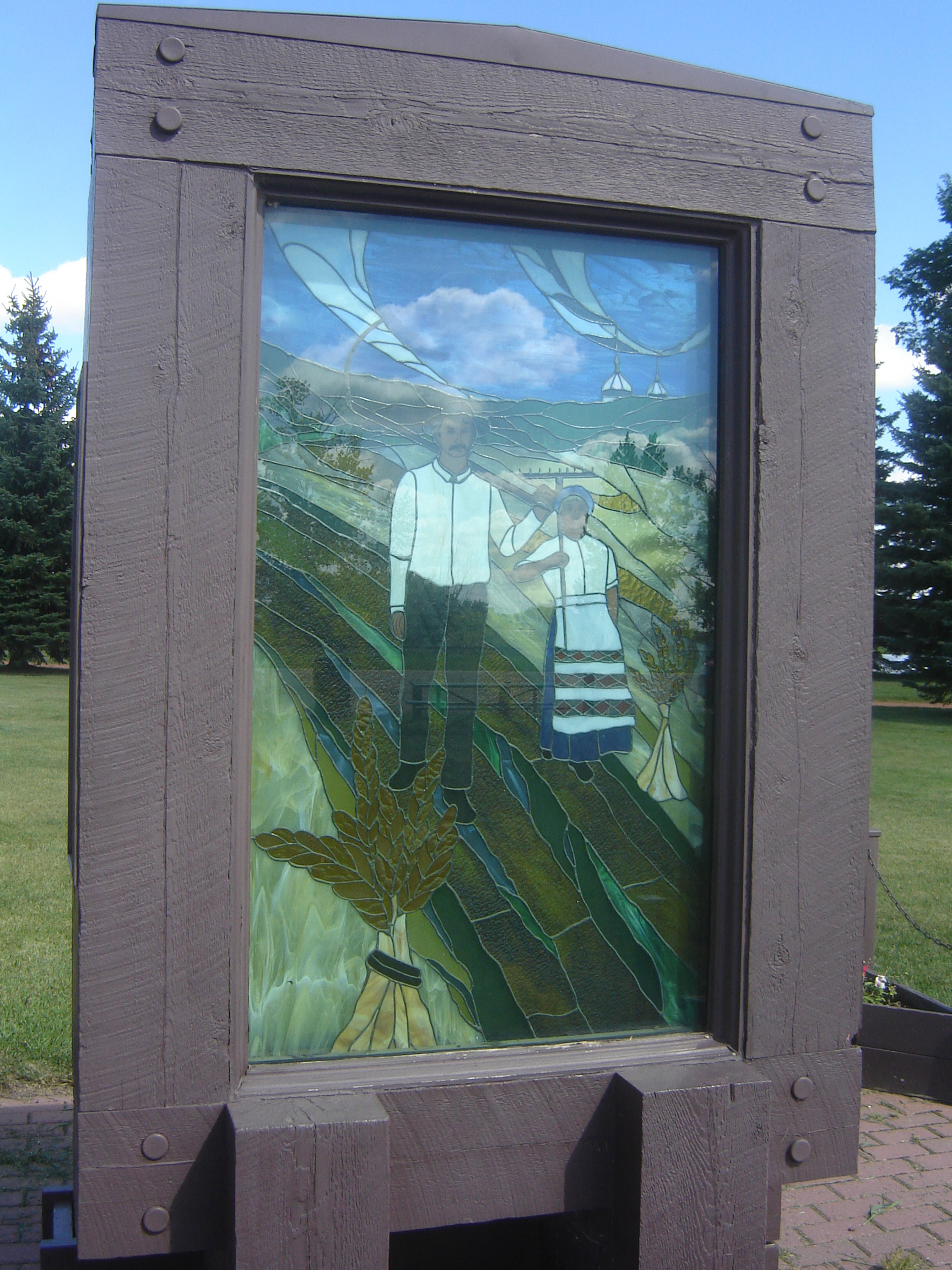
Вітраж у Elks Kinsmen Park

На території міста розташовані два парки Elks Kinsmen Park та Rotary Peace Park, а також D.O.L.A. — зона вигулу собак. Також є стоянка для кемперів.

### Відомі вегревільці
- Брент Северин — канадський хокеїст
- Дікур Лаврентій — канадський політичний діяч, мер (1986—1988) Едмонтона
- Давид (Мотюк) — єпископ Едмонтонської єпархії УГКЦ

## Галерея

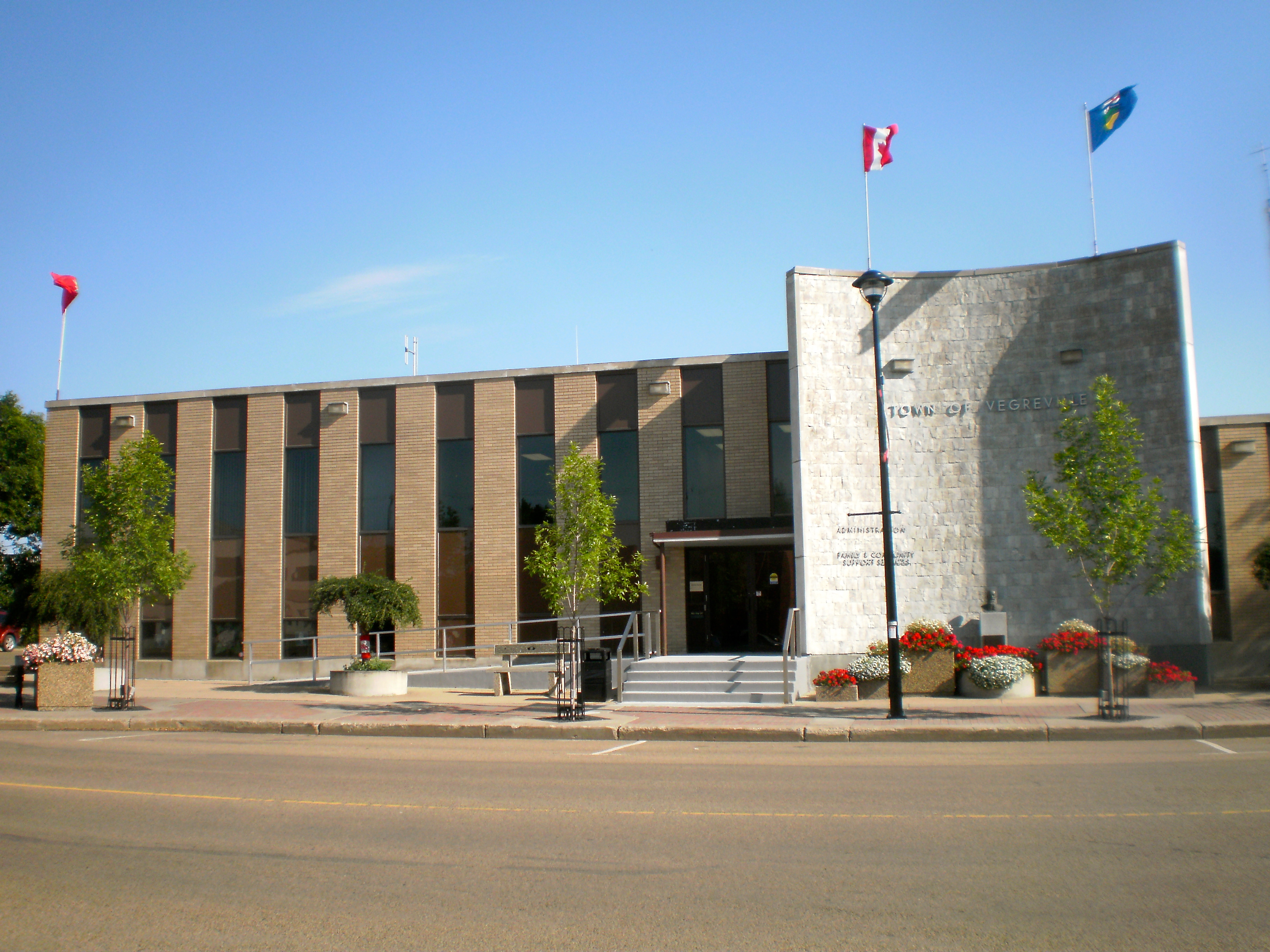
Муніципалітет у Вегревілі
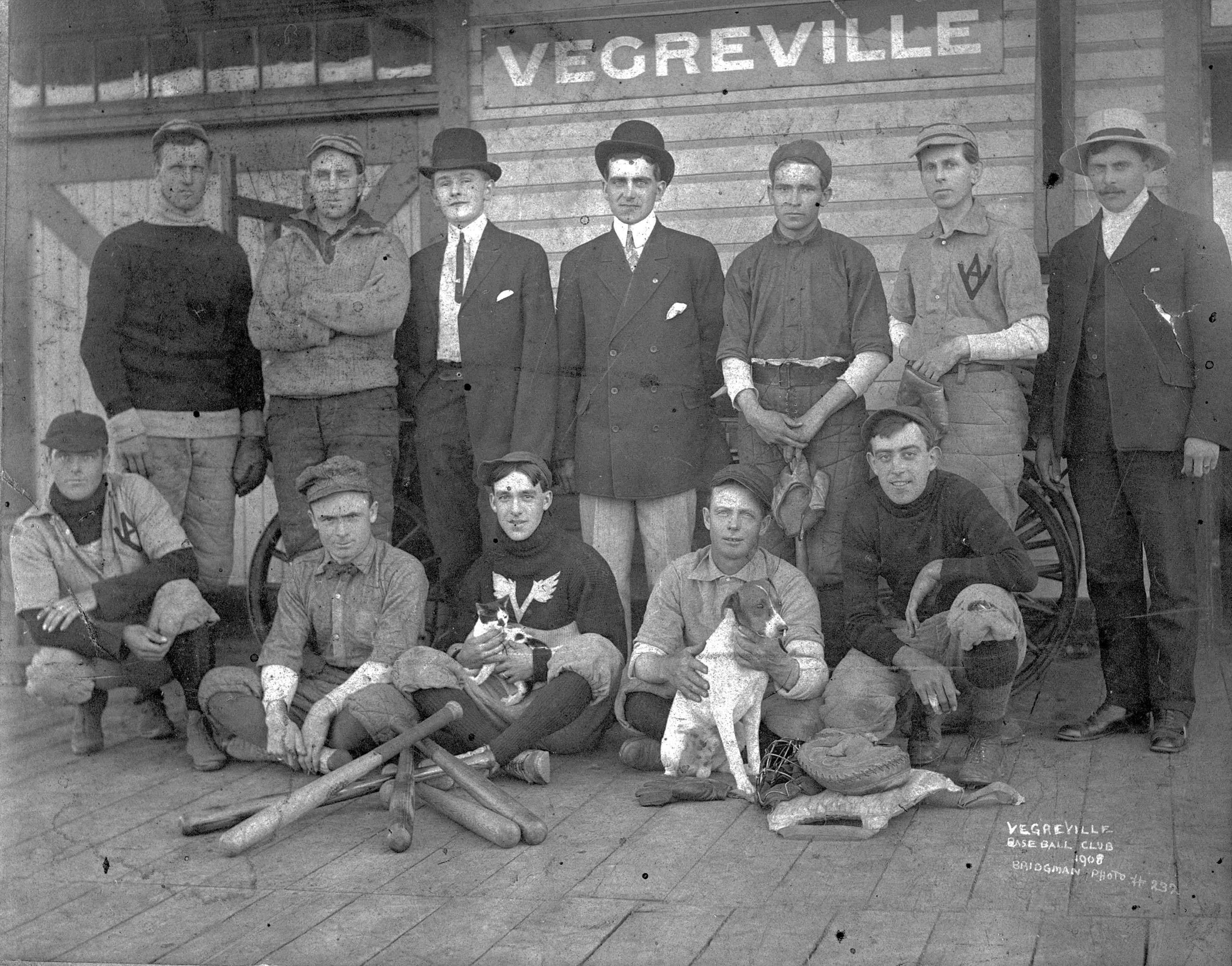
Бейсбольна команда Вегревіля. 1908 рік.
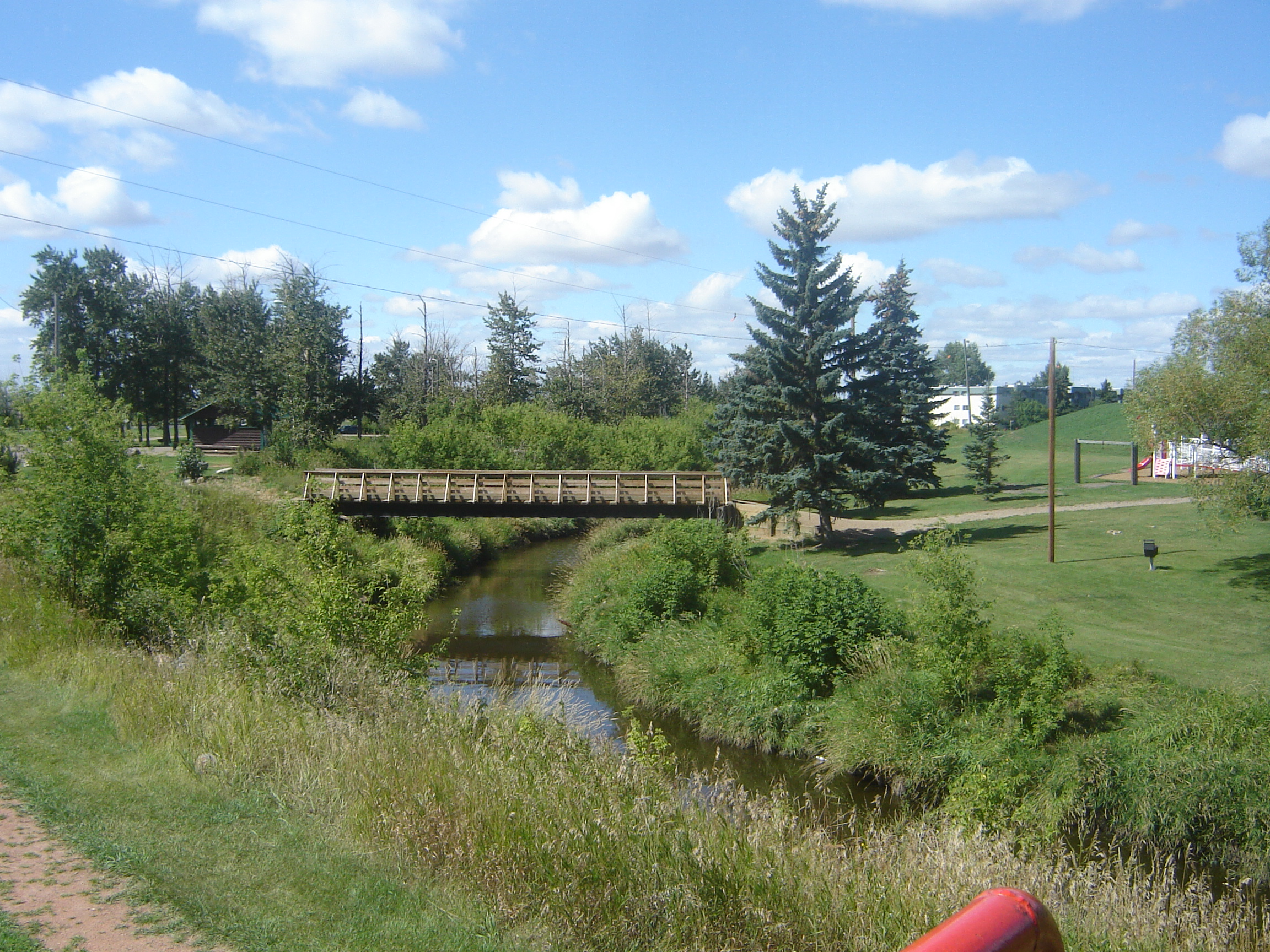
Річка Вермілон у Вегревілі
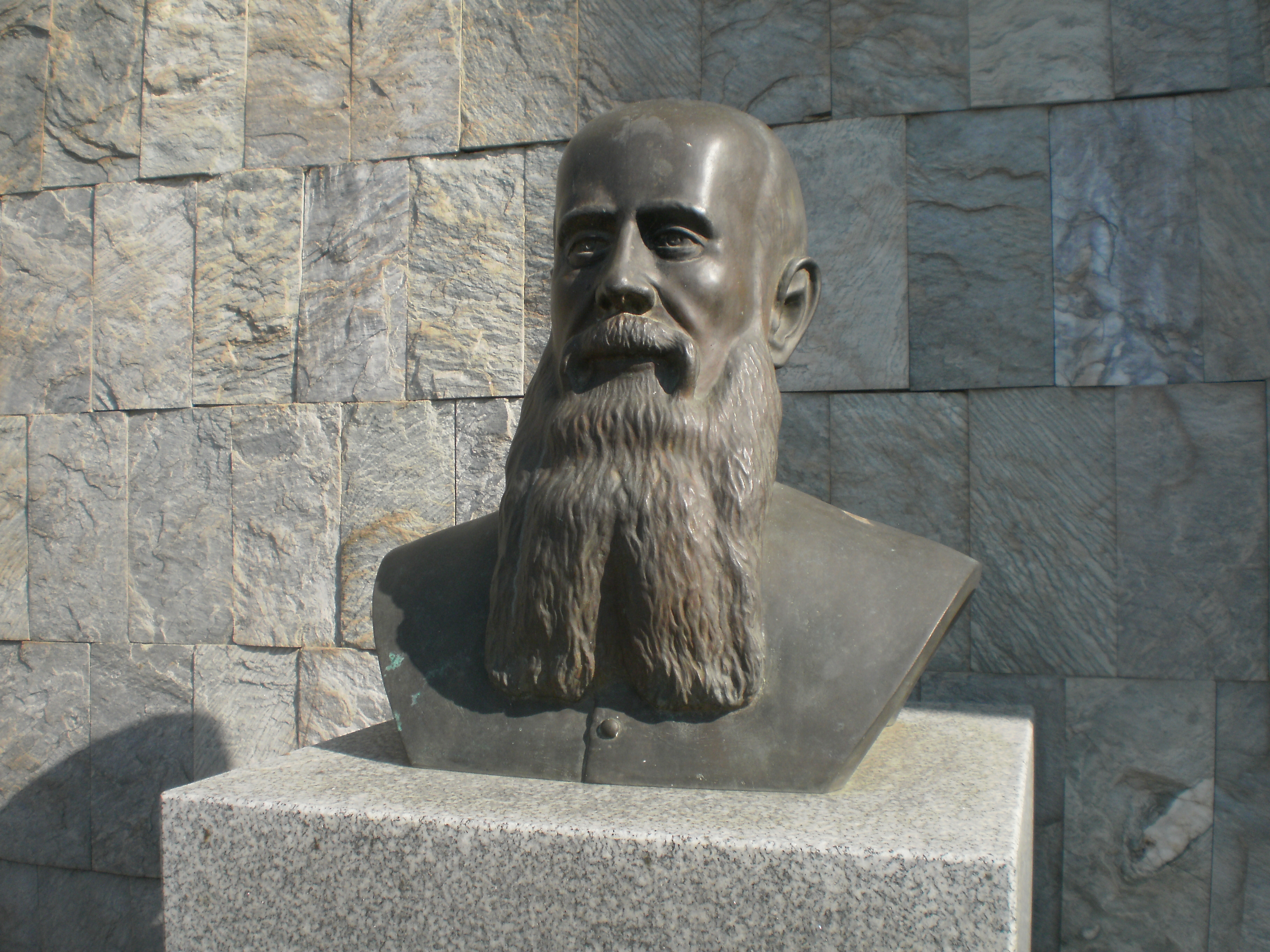
Бюст отця Валентина Веґревіля